# Zitto zitto
Zitto zitto è il ventottesimo album di Peppino di Capri, pubblicato nel 1985.

## Tracce
Lato A
1. Zitto zitto – 2:51
2. Che ce vuo' fa – 3:16
3. Freva – 4:18
4. Pienzame – 3:57
5. Azzurra – 3:29

Durata totale: 17:51
Lato B
1. E mo' e mo' – 3:43
2. Può turna' – 3:34
3. Chi sa chi sa – 3:37
4. Melamela – 3:35
5. Aspettanno – 3:22

Durata totale: 17:51